# 摩泽尔河畔贝格
摩澤爾河畔贝格（法語：Berg-sur-Moselle，法語發音：[bɛʁɡ syʁ mɔzɛl]；洛林法兰克语：Bierg）是法国摩泽尔省的一个市镇，属于蒂永维尔区。

## 地理
摩泽尔河畔贝格（49°25'50"N, 6°18'40"E）面积2.91 平方千米，位于法国大東部大區摩泽尔省，该省份为法国东北部内陆省份，是洛林的一部分，西南接默尔特-摩泽尔省，东临下莱茵省，北与卢森堡和德国接壤。
与摩泽尔河畔贝格接壤的市镇（或旧市镇、城区）包括：加维斯、上孔茨、马兰、雷泰勒。

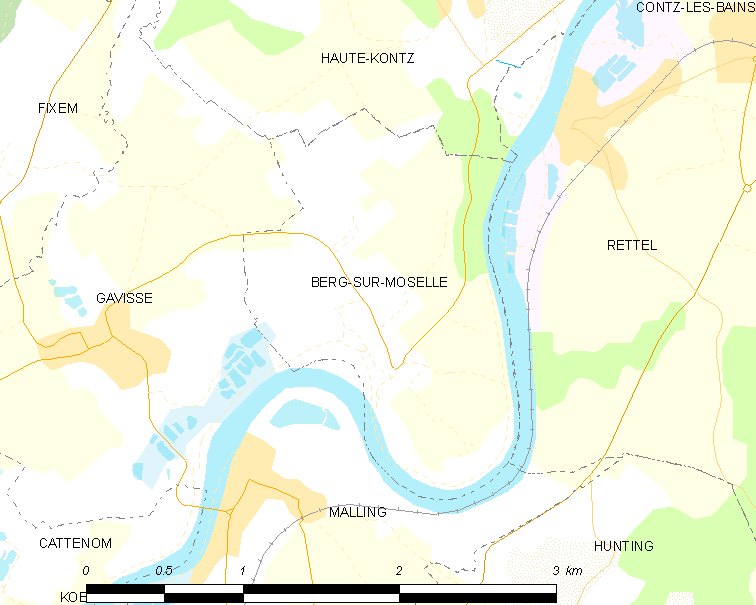
摩泽尔河畔贝格的OSM定位图

摩泽尔河畔贝格的时区为UTC+01:00、UTC+02:00（夏令时）。

## 行政
摩泽尔河畔贝格的邮政编码为57570，INSEE市镇编码为57062。

## 政治
摩泽尔河畔贝格所属的省级选区为于茨县。

## 人口

1962-2008年间摩泽尔河畔贝格人口变化图示

摩泽尔河畔贝格于2022年1月1日时的人口数量为457人。